# Microloxia innotata
Microloxia innotata là một loài bướm đêm trong họ Geometridae.